# Ли, Руби Бей-ло
Руби Бей-ло Ли — американский электротехник, профессор Принстонского университета. Её вклад в исследования архитектуры компьютера включает работы по RISC, встраиваемым системам, носителям информации и аппаратной поддержке компьютерной безопасности.
Ли окончила колледж при Корнеллском университете в 1973 году, после чего поступила в Стэнфорд, где защитила магистерскую диссертацию в 1975 году, кандидатскую (точнее, доктора философии) в 1980 году. Недолго проработав в Стэнфорде, Ли перешла в Hewlett-Packard в 1981 году. С 1990 года она занимала там должность ведущего, а с 1992 года — главного архитектора. Её работа в HP включала разработку новой микропроцессорной архитектуры PA-RISC, а также мультимедийных компонент в процессорах IA-64 Itanium. Между 1989 и 1998 годами она участвовала в жизни Стэнфорда как внешний консультант, и в 1998 году перешла в Принстон на полновесную позицию профессора. Там она в основном руководит исследованиями по интеграции элементов компьютерной безопасности и криптографии в архитектуру аппаратного обеспечения, а также реализацией криптопримитивов на аппаратном уровне. Руби Ли заведует принстонской лабораторией по архитектуре мультимедиа и безопасности, которую основала в 2001 году.
Джоэл Бирнбаум, бывший директор IBM Research Thomas J. Watson Research Center и зам.директора Hewlett-Packard, называл Руби Ли «одним из лучших экспертов в мире по проектированию наборов инструкций». В 2001 году «за первые достижения по внедрению мультимедиа-инструкций в архитектуру процессоров общего назначения и за инновации в проектировании и реализации наборов инструкций для RISC процессоров» Ли выбрали в члены Ассоциации вычислительной техники (ACM). В 2002 году она также стала членом Института инженеров электротехники и электроники (IEEE). Ли написала более сотни конференционных и журнальных статей, многие из которых широко цитируются — её индекс Хирша на 2016 год достигает 44